# Щепанкі (Серпецький повіт)
Щепанкі (пол. Szczepanki) — село в Польщі, у гміні Серпць Серпецького повіту Мазовецького воєводства.
Населення — 93 особи (2011).
У 1975-1998 роках село належало до Плоцького воєводства.

## Демографія
Демографічна структура станом на 31 березня 2011 року:
|          | Загалом | Допрацездатний вік | Працездатний вік | Постпрацездатний вік |
| -------- | ------- | ------------------ | ---------------- | -------------------- |
| Чоловіки | 50      | 10                 | 37               | 3                    |
| Жінки    | 43      | 9                  | 24               | 10                   |
| Разом    | 93      | 19                 | 61               | 13                   |